# Margaret Amoakohene
Margaret Ivy Amoakohene (née en 1960) est une universitaire et diplomate ghanéenne. Elle a travaillé dans divers secteurs de la gouvernance et du milieu universitaire. Elle était haut-commissaire du Ghana au Canada dans l'administration John Kufuor. Elle est maître de conférences et directrice par intérim de la School of Communication Studies de l'université du Ghana, à Legon. Depuis février 2017, elle est membre du Conseil d'État du Ghana . 

## Enfance et éducation
Margaret Ivy Amoakohene est née le 17 juillet 1960 à Wenchi dans la région de Brong Ahafo. Elle est originaire de Nsawkaw (en), capitale du district de Tain dans la région de Brong Ahafo. Elle a obtenu son certificat de GCE Ordinary Level à l'école secondaire St. Francis de Jirapa, dans la Région du Haut Ghana occidental du Ghana de 1974 à 1979. Elle s'est ensuite rendue au lycée St. Louis à Kumasi pour obtenir son certificat de niveau avancé GCE. En 1981, elle s'est inscrite à l'université du Ghana pour un bachelor ès arts en français et en espagnol,. Amoakohene a fait ses études de troisième cycle à l'université du Ghana où elle a obtenu un diplôme de maîtrise en philosophie et un diplôme d'études supérieures en communication. Elle a ensuite obtenu un doctorat en communication de masse de l'université de Leicester en Angleterre.

## Vie professionnelle
Depuis 1992, Amoakohene enseigne aux étudiants divers aspects des relations publiques, des méthodes de recherche qualitative et de la communication de masse à l'université du Ghana,. Elle a été activement engagée dans plusieurs aspects de la vie universitaire et nationale, notamment en siégeant aux conseils d'administration de la Commission nationale des médias, de l'Agence de presse du Ghana, de la Ghana Broadcasting Corporation et du National Film and Television Institute (en). L'Institut des relations publiques du Ghana en a fait une secrétaire honoraire et vice-présidente en reconnaissance du rôle important qu'elle a joué dans l'avancement des relations publiques au Ghana. En 2010, elle a été nommée directrice par intérim de la School of Communication Studies de l'Université du Ghana.  

## Haut-commissaire au Canada
En 2006, le président John Kufuor a nommé Amoakohene à la tête de l'ambassade du Ghana au Canada en tant que haut-commissaire,. Elle a officiellement commencé sa responsabilité diplomatique le 26 septembre 2006 lorsqu'elle a présenté ses lettres de commission à la gouverneure générale du Canada, Son Excellence Michaëlle Jean, à son bureau provincial officiel et à sa résidence à La Citadel à Québec,. En tant que haut-commissaire, elle s'est lancée dans certaines activités philanthropiques, dont l'une consistait à faire don d'équipement médical à l'hôpital de Nsawkaw. Elle a été le deuxième haut-commissaire au Canada dans l'administration Kufour et a occupé ce poste de juillet 2006 à février 2009,. 

## Conseil d'Etat
En février 2017, le président Nana Akufo-Addo a nommé Amoakohene comme l'un des onze membres du Conseil d'État nommés par le président. Le Conseil d'État, composé de 25 membres, est l'organe consultatif mandaté par la Constitution auprès du président,,.  